# Lethal Enforcers II: Gun Fighters
Lethal Enforcers II: Gun Fighters, conosciuto in Giappone come Lethal Enforcers II: The Western (リーサルエンフォーサーズ２?), è un videogioco di tipo shoot 'em up del 1994 creato dalla Konami. È il prequel di Lethal Enforcers. Il gioco si svolge nel vecchio west.

## Modalità di gioco
Lo scopo del gioco è quello di sparare ai fuorilegge e sradicare la criminalità in una tipica città del vecchio west. All'inizio del gioco, da tre a cinque unità di vita sono disponibili.
Lethal Enforcers II ha cinque livelli: «The Bank Robbery", "The Stage-Holdup", "Saloon Showdown", "The Train Robbery" e "The Hide-Out". Durante ogni tappa, il giocatore deve sparare ai banditi armati senza ferire concittadini, innocenti o altri uomini di legge.

### Armi
Nel gioco, il giocatore utilizza una pistola, in grado di trasportare fino a sei proiettili. Armi aggiuntive possono essere trovate in tutto il gioco: una calibro .50 Sharps, un fucile, una mitragliatrice e un cannone. Le mitragliatrice e il cannone possono essere utilizzati solo una volta, ma il fucile può essere ricaricato nello stesso modo come la pistola normale.